# Шинезиньо
Сидне́й Коло́ния Ку́нья (порт.-браз. Sidney Colônia Cunha; 15 сентября 1935, Риу-Гранди — 16 апреля 2011, Порту-Алегри), более известный как Шинезиньо (порт. Chinesinho) — бразильский футболист, атакующий полузащитник. Выступал за бразильские и итальянские клубы. Провёл 20 матчей за сборную Бразилии, забил 10 голов.

## Биография
Шинезиньо родился в Риу-Гранди в 1935 году. Однако дата его рождения остаётся спорной. На сайте Бразильской конфедерации футбола указано 15 сентября. Когда бразилец играл в Италии, датой его рождения указывалось 28 июля. Но после перехода футболиста в «Виченцу», он сам стал утверждать, что родился 1 января.
Шинезиньо начал карьеру в клубе «Реннер». В этой команде он выиграл чемпионат штата Риу-Гранди-ду-Сул, ставший первым титулом клуба в истории. Оттуда он перешёл в «Интернасьонал», где был одним из лидеров команды, вместе с Бодиньо и Ларри. Вместе с этим клубом полузащитник выиграл чемпионат Риу-Гранди. На следующий год Шинезиньо был призван в состав национальной сборной. В 1958 году он перешёл в «Палмейрас», дебютировав 24 июля в матче с клубом «Комерсиал», в котором его команда проиграла 1:3. С этим клубом он на следующий год выиграл чемпионат штата Сан-Паулу, а ещё через год победил в розыгрыше Трофея Бразилии. Всего за «Палмейрас» футболист провёл 241 матч и забил 55 голов.
В 1962 году Шинезиньо, недовольным тем, что в состав сборной Бразилии, поехавшей на чемпионат мира, вызвали не его, а Менгалвио, перешёл в «Модену», в составе которой дебютировал 23 сентября в матче с «Дженоа», в котором его команда победила 2:1. На деньги от продажи полузащитника, около 130 млн крузейро, «Палмейрас» построил свою первую футбольную академию, сделал ремонт стадиона и купил 15 футболистов. Этот трансфер стал самым крупным в Бразилии на тот момент. В «Модене» бразилец только один сезон, сыграв в 20 матчах и забив 3 гола. Следующий сезон Шинезиньо начал в составе «Катании». В этой команде полузащитник сыграл 59 встреч и забил 4 мяча. В 1964 году он достиг с клубом финала Кубка Альп, но там «Катания» проиграла «Дженоа».
В 1965 году Шинезиньо был куплен «Ювентусом», который видел в бразильце замену Омару Сивори. В первом же сезоне он помог своему клубу выиграть Кубок Италии. А через два года «бьянконери» выиграли чемпионат страны. Всего за «Юве» Шинезиньо провёл 85 матчей и забил 8 голов.
Затем он выступал за клуб «Виченца», американском «Нью-Йорк Космосе», где сыграл один единственный матч, и клубе «Насьонал».
Завершив карьеру игрока, Шинезиньо тренировал в Италии, а в 1985 году возглавил «Палмейрас», который под его руководством провёл 14 игр. Затем он переехал в город Прая-Гранде, где долгое время жил. Последние годы жизни футболист проживал в Прая ду Кассину, страдая от болезни Альцгеймера.

## Достижения
- Чемпион Бразилии (1): 1960
- Чемпион штата Риу-Гранди-ду-Сул: 1954, 1955
- Чемпион Панамерики: 1956
- Чемпион штата Сан-Паулу: 1959
- Обладатель Кубка Рока: 1960
- Обладатель Атлантического Кубка: 1960
- Обладатель Кубка Италии: 1965
- Чемпион Италии: 1967
- Чемпион турнира города Мехико: 1959